# دروغ کوچک مصلحتی (فیلم ۲۰۱۷)
دروغ کوچک مصلحتی (به اسپانیایی: La Mentirita Blanca) فیلمی به کارگردانی توماس آلزامورا محصول سال ۲۰۱۷ است.

## داستان
یک روزنامه‌نگار ناموفق به‌خاطر کمبود اخبار و حوادث جنجالی در روستای کوچکی در جنوب شیلی، برای از دست ندادن شغلش مجبور می‌شود اخباری را جعل کند. او پس از آن‌که به‌خاطر جعل اخبار مشهورترین روزنامه‌نگار شهر می‌شود، باید تصمیم بگیرد آیا می‌خواهد هم‌چنان دروغ بگوید و به شهرتش بیفزاید، یا حقیقت را بگوید و خطر از دست دادن محبوبیت و شهرت را به جان بخرد.

## جشنواره جهانی فیلم فجر
این فیلم در بخش سینمای سعادت (مسابقه بین‌الملل) سی و ششمین جشنواره جهانی فیلم فجر حضور داشت. این جشنواره از ۳۰ فروردین تا ۶ اردیبهشت ۱۳۹۷ در شهر تهران برگزار شد.